# Belonophora wernhamii
Belonophora wernhamii là một loài thực vật có hoa trong họ Thiến thảo. Loài này được Hutch. & Dalziel mô tả khoa học đầu tiên năm 1931.